# كابوس

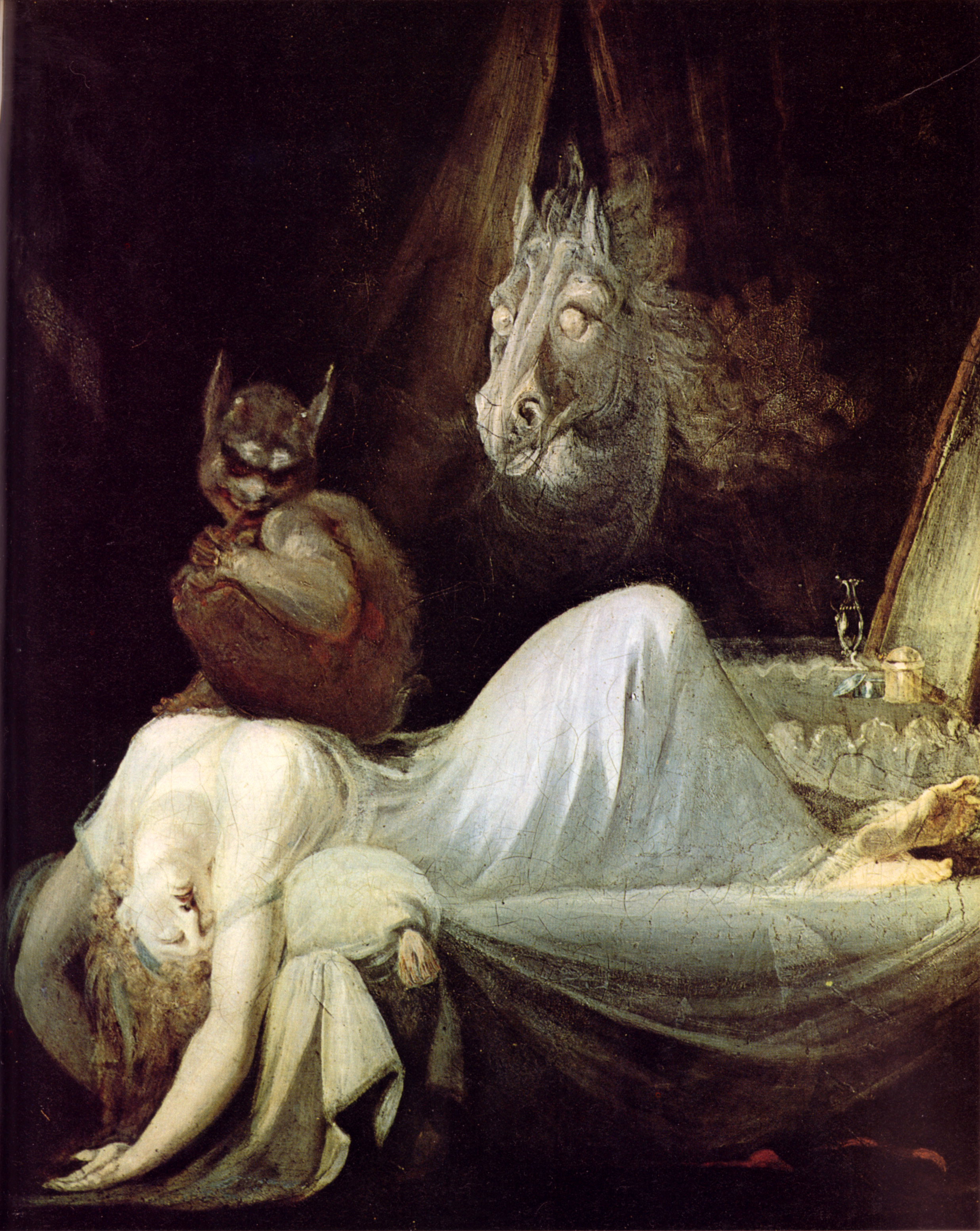
لوحة كابوس لهنري فوسلي (1781)

المصطلح “كابوس” يشير إلى الأحلام المفزعة و المخيفة التي يراها النائم في منامه. وفي كثير من الأحيان تجعل الشخص يستيقظ من نومه بشكل مزعج مع سرعة نبضات القلب. في العادة يرجع حدوثها إما لأسباب فسيولوجية مثل ارتفاع درجة حرارة الجسم، أو لأسباب نفسية مثل الإجهاد أو الصدمات النفسية التي يتعرض لها النائم في حياته اليومية. الكوابيس تعدّ من الأمور الشائعة، لكن إن استمرت في الظهور للنائم مرة تلو الأخرى فقد تتسبب في اضطراب في النوم. حينها قد يحتاج الناس للبحث عن مساعدات طبية لتلافي ظهورها مرةً أخرى

## مواضيع الكوابيس
تختلف مواضع الكوابيس التي يراها الاشخاص أثناء نومهم من شخص لآخر. وهناك موضوعات متكررة وشائعة للكوابيس يراها كثير من الأشخاص، مثل عدم القدرة على الجري والهرب من خطر محدق أو السقوط من قمة عالية. وفي حالة تعرض الشخص لأحداث صادمة أو مفجعة مثل الاعتداء أو الحوادث المختلفة فإنه من المحتمل حدوث كوابيس متكررة لهذه الأحداث.

## الكوابيس عند البالغين
تحدث الكوابيس عادة لأسباب عفوية. ولكن قد تنشأ الكوابيس بسبب عوامل مختلفة أو كأعراض جانبية لإضطرابات مختلفة. بعض الأشخاص تحصل لديهم كوابيس بسبب أكلهم لوجبات قبل النوم بحيث تؤدي هذه الوجبات إلى تحفيز ذبذبات العقل أثناء النوم. كما أن هناك عدد من الأدوية التي تؤدي إلى الكوابيس كأحد أعراضها الجانبية مثل أدوية مضادات الاكتئاب. كما أن تعاطي المخدرات يسبب هذه الأحلام المزعجة والمربكة للشخص بشكل متكرر. وأدوية أمراض ضغط الدم قد تؤدي إلى حدوث مثل هذه الكوابيس.
وتعد الأعراض الانسحابية لتعاطي المخدرات أو المسكرات من أسباب حدوث الكوابيس، وفي حالة تكرر الكوابيس بعد التوقف عن أستخدام أحد الأدوية فينصح بمراجعة الطبيب.
بالأصافة إلى جميع هذه الأسباب يعتقد أن قلة ساعات النوم قد تسبب مثل هذه الأعراض ولكن ذلك ليس مؤكداً بشكل قطعي.
الاضطرابات النفسية يعد أحد الأسباب الشائعة لتكرر الأحلام المزعجة مثل القلق والاكتئاب واضطراب ما بعد الصدمة، كما أن اضطرابات النوم تؤدي إلى ذلك مثل انقطاع التنفس أثناء النوم.
وبشكل عام الكوابيس والأحلام المزعجة تعد من أهم المؤشرات لجودة أو نوعية الحياة للأشخاص، وفي حالة تكرر هذه الكوابيس من المستحسن جداً استشارة طبيب مختص بذلك.

## الكوابيس عند الأطفال
غالباً ما يَستطيع الطفل تذكر تفاصيل الكابوس عقب الاستيقاظ بشكل دقيق جداً، وهذا ما يجعل العودة للنوم صعبة، ويَكون الطفل حينئذٍ متيقظاً بشكل شديد ومظهره يُشير إلى قلقه وتوتره النفسي والجسدي بشكل مشترك.
وحقيقة تعدّ حالة الكوابيس حالة شائعة عموماً، ولا توجد دراسة شاملة تحصي نسبة انتشار الكوابيس بين الأطفال، ولكن تشير الدراسات إلى أنّ 10% من مجموع الأطفال يُعانون من ظاهرة الكوابيس بشكل مستمر أو متقطع. وأكثر الفترات التي تشيع فيها الكوابيس عند الأطفال هي في عمر المدرسة الأولى، وخاصة بين 6 - 8 سنوات، وتميل لأن يخف تواترها عقب ذلك في معظم الحالات مع تطور الطفل من الناحيَتين النفسية والاجتماعية.